# イスラエル・エルダド
イスラエル・エルダド（ヘブライ語: ישראל אלדד、英語: Israel Eldad、出生時の名前はイスラエル・シャイブ、英語: Israel Scheib、1910年 - 1996年）はイスラエルの独立運動家で修正シオニズムの哲学者。彼はレヒの初期からのメンバーで、後の論理面での戦略指導者であった。

## 生涯
イスラエル・シャイブは1910年にガリツィア東部（現・ウクライナ領）の伝統的なユダヤの家庭に生まれた。シャイブ一家は第一次世界大戦中は難民として、放浪していた。若いシャイブは1918年、リヴィウでポグロムにより虐殺されたユダヤ人の葬儀の列を目撃した。
高校を卒業後、シャイブは宗教を学ぶためのウィーンのラビ神学校に入り、通常の教育を受けるためにウィーン大学にも入学した。彼は『ショーペンハウアーに基礎を置く、エドゥアルト・フォン・ハルトマンの主意主義（Voluntarism）』に関する博士号を取得した。しかし、神学校でのラビの教養試験は一切受けていない。
一方、1929年にイスラエルの地（エレツ・イスラエルを指す。現在のパレスチナ・イスラエルなどを含む地域）で起こったアラブ暴動に対し、彼は父親と共にイギリス領事館の前で抗議デモを行った。明くる年、彼はウリ・ツビ・グリンベルグ（Uri Zvi Greenberg）の「I’ll Tell It to a Child」という、人々が償還の準備が出来ていないゆえに、彼らを自分の元に連れ帰すことが出来ない救世主を詠った詩を詠み上げた。2~3年後、シャイブはグリンベルグの「イスラエルの地は炎に包まれている（The Land of Israel Is in Flames）」と銘打たれた演説にて、グリンベルグと会った。
シャイブの卒業後、最初の仕事はヴォルコヴィスクの高校教師だった。彼はまた、修正シオニズムのジャーナルに記事を発表し、ベタル（Betarシオニズムの青年運動組織）の地方支部指揮官にもなった。
シャイブは1937年に、ビリニュスの教育者神学校（the Teachers Seminary）の職員となり、2年間ビリニュスで過ごした。この間、彼はベタルにおける地位を高め、地方幹部役員となった。1938年、ワルシャワで開かれた第3回ベタル会議において、修正主義の指導者ゼエヴ・ジャボチンスキーがポーランドのベタル代表メナヘム・ベギンの攻撃的な姿勢を非難した際、シャイブはベギンの擁護に回った。次の年、第二次世界大戦が勃発し、シャイブとベギンは共にワルシャワから亡命した。ベギンはシャイブとチェスに興じている最中にソ連警察に拘束された。そしてその数年後、 2人はイギリス統治領パレスチナで再会した。当時、そこでシャイブは地下組織レヒの指導者となっており、ベギンはイルグンの指揮官になろうとしていた。レヒはその地で、イギリス支配解放のための暴力による闘争を遂行していた。イルグンもまた、ベギンの指導の下でパレスチナ解放とユダヤ国家建国を求めて暴動に参加するようになる。
シャイブは地下組織で活動する間、「サンバティオン」や「エルダド」など様々な別名を使った。後にエルダドの名前が固定し、彼はその名で知られるようになった。彼は1942年、レヒ創設者のアヴラハム・シュテルンの元で直接働くようになった。イギリス当局によるシュテルンの殺害後、エルダドはナタン・イェリン＝モル、後のイスラエル首相となるイツハク・シャミルと共に、三頭体制となったレヒの指揮官の1人となった。その役割は、イェリン＝モルは『外交大臣』として、シャミルは作戦面担当として、そしてエルダドは思想面を指導した。この立場で国連調停委員フォルケ・ベルナドッテの殺害に関与したエルダドはその後放免されている。新体制の後6年間、エルダドは多くの地下新聞に記事を執筆し、いくつかは編纂に加わった。エルダドはまた、レヒの被告人たちの法廷での発言のために、その内容を書き送ることもあった。
エルダドはテルアヴィヴのアパートに逃げ、送水管から落ちて怪我をしたところでイギリス当局により逮捕され、ギプスで手当てを受け、エルサレムの刑務所に収監された。彼はエルサレム中央刑務所の病棟の18番室から彼の政治や思想に関する執筆を続けた。そして、最終的にエルダドは逃走できるほど十分に回復したため、歯科医のオフィスを訪れている時に、数人のレヒ闘士が彼を連れ去った。
イスラエル独立戦争の間、エルダドは、メナヘム･ベギンのイルグンをイルグンの武装船「アルタレナ号」がダヴィド・ベン＝グリオンのパルマッハ（イツハク・ラビンが指揮）に攻撃を受けた時、守ろうとしなかったことを批判していた。彼はまた、エルサレム旧市街を制するために身を入れなかったイスラエル国防軍（IDF）や、エルサレム占領のために戦わなかったレヒも批判した。戦争の終わり頃、エルダドはエルサレムのための戦いに参加するため、海外のジャーナリストに扮し、イスラエル軍のバリケードを密かに通り抜けようとした。
レヒの古参たちは政党として『戦士党（Fighters Party）』を立ち上げる。党集会の一つでエルダドは、ヘブライ語でスーラム（Sulam）と呼ばれるヤコブの梯子（創世記28章で、ヤコブが見た夢に出てくる天と地を繋ぐ梯子）の話を講義し、そうしたことが彼の人生の第2章の始まりとなった。14年間にわたり、彼は革命家のジャーナルとして『スーラム』を刊行した。エルダドはまた、『Maaser Rishon』と題名がつけられた、彼の回顧録を書くことに1949年の半分を費やした。
エルダドはそのうちに、イスラエルの高校で聖書とヘブライ語文学を教える教師の仕事を得るが、ダヴィド・ベン＝グリオンの介入により解雇されてしまう。ベン＝グリオンはエルダドが生徒達に彼のレヒの思想を吹き込むのではないかと心配していた。エルダドは裁判に持ち込み、勝訴したが、ベン=グリオンに彼は国をおびやかすというレッテルを貼られていたことで、彼を雇おうという人はほとんどいなかった。エルダドは文芸の仕事に向かうことになり、地下組織の戦いの歴史やラマト・ガンの市長の伝記、『Chronicles』と呼ばれる新聞形式のユダヤ人の歴史の再考雑誌、『Hegionot Mikra』という聖書の解説書、週刊新聞のコラム記事、そして数多くの本や事典目録など、その他にも仕事をこなした。1962年、エルダドはハイファのイスラエル工科大学（Technion）で講師となり、20年間そこで教鞭をとった。1988年、エルダドはイスラエルの思想への貢献により、イスラエルのビアリク賞を受賞した。
1990年代までには、エルダドはイスラエル民族主義者の大御所として知られるようになった。彼は1996年1月、ユダヤ暦のシュバトの月の第1日に亡くなった。彼の葬式には当時の首相ベンヤミン・ネタニヤフ、前首相イツハク・シャミル、クネセト議長ドヴ・シランスキ（Dov Shilansky）が出席した。エルダドは、オリーブの丘にある、彼の相談相手で友人のウリ・ツヴィ・グリンベルグの墓のふもとに埋葬された。ユダヤ人入植地のクファル・エルダド（Kfar Eldad）は彼の名を元に付けられた。

## 哲学観
エルダドはイスラエル国家の建造がシオニズムの目標とは信じていなかった。彼は、彼がマルフート・イスラエル（Malkhut Yisrael、イスラエル王国）と呼ぶその国はシオニズムを認識させることに使われるツールと考えていた。エルダドは、聖書に基づくイスラエルの国境にユダヤの王国の主権を置き、世界中のユダヤ人がそこに住み、エルサレムにユダヤの神殿を再建することを意味する、彼が国家償還と見なすものを追い求めていた。エルダドは、彼が消滅する不幸な運命にあると感じた、どんなディアスポラ（パレスチナの地に住まないユダヤ人）の存在も、断固として認めようとはしなかった。ただそれでも、彼の歴史観は、イスラエルの地から亡命してきた過去の世代のユダヤ人たちを無抵抗ゆえの受難者と否定するのではなく、彼らを歴史への創造的な参加者達と見なすものだった。エルダドと彼のジャーナル『スーラム』はしばしば、ユダヤの政策家について、生涯を通して彼らの民への償還を果たそうとするが、地政学的な理由やその他の理由で妨げられてしまうことを書いた。
エルダドは全てのユダヤ人にイスラエルの建国に参加するよう求め、それは彼らの個人的な充実感からではなく、そこに導かれるためとした。政治的には、エルダドはイスラエルはどこの諸外国の集合体にも属さず、独立した外交政策を行うことを望んだ。彼はイスラエル国防軍の「防（defense）」という単語が軍の名前に含まれることに反対し、より力強い名前を使うことを主張した。また、彼はアラブ人にはどんな土地を渡すことにも抵抗した。

## 遺訓
イスラエルではエルダドの政治的、哲学的教えの多くが機関『自由の達成者（Magshimey Herut）』や、エルダドの息子アリエが率いる政党ハティクバ（Hatikva）党によって受け継がれている。

## 文献
- Israel Eldad, The Jewish Revolution: Jewish Statehood  (Israel: Gefen Publishing House, 2007), ISBN 978-9652294142
- Israel Eldad, Maaser Rishon. Originally published in 1950 in Hebrew. English translation: The First Tithe (Tel Aviv: Jabotinsky Institute, 2008), ISBN 9789654160155
- Israel Eldad, Israel: The Road to Full Redemption (New York: Futuro Press, 1961)
- Ada Amichal Yevin, Sambatyon (Israel: Bet El, 1995) (Hebrew)
- Zev Golan, Free Jerusalem: Heroes, Heroines and Rogues Who Created the State of Israel (Israel: Devora, 2003), ISBN 1-930143-54-0
- Zev Golan, God, Man and Nietzsche: A Startling Dialogue between Judaism and Modern Philosophers (New York: iUniverse, 2007), ISBN 0-595-42700-6
- Save Israel website